# 더 맬

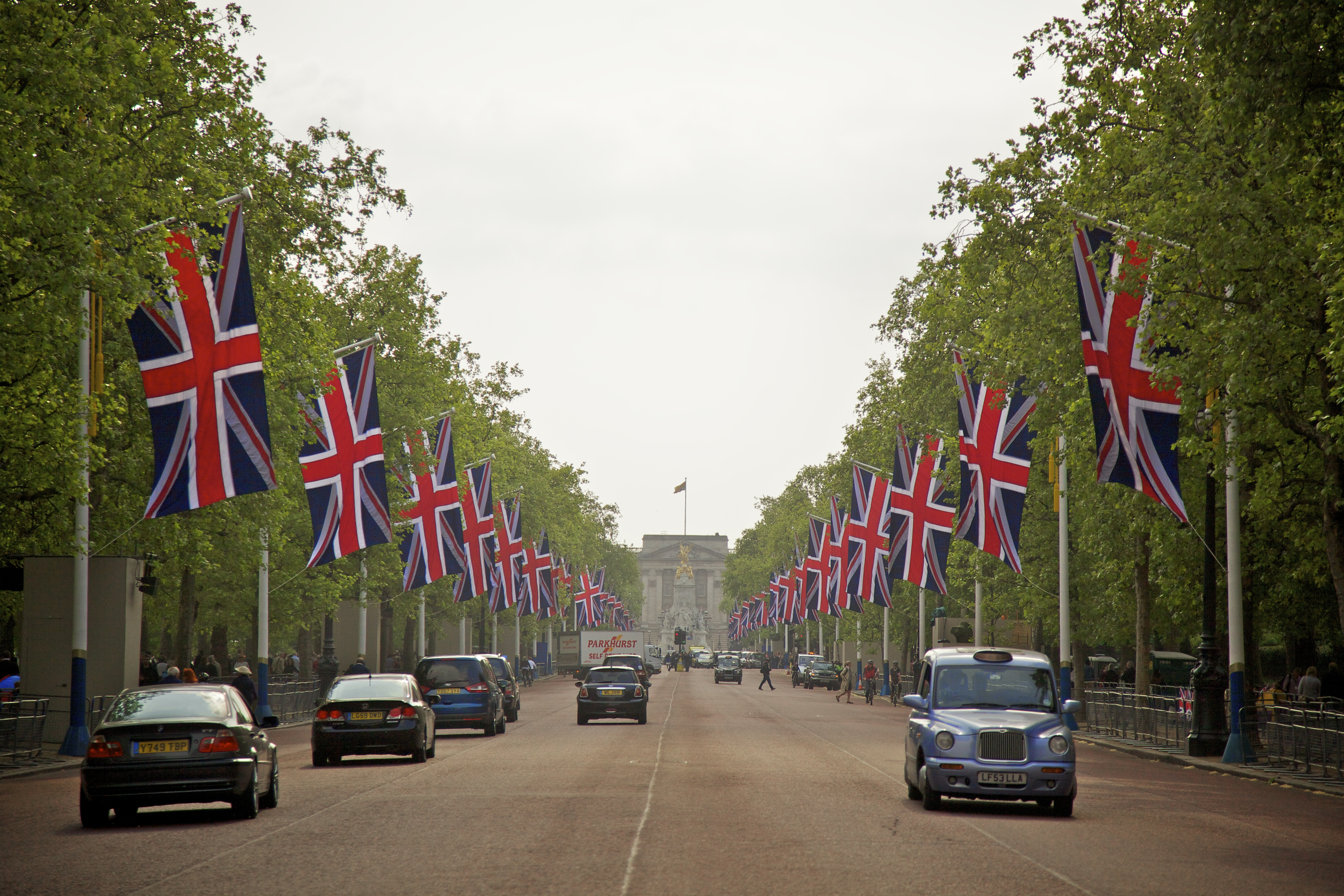
더 맬

더 맬(영어: The Mall)은 잉글랜드 런던 웨스트엔드오브런던 남서쪽의 버킹엄 궁전과 북동쪽의 애드미럴티 아치를 지나 트라팔가 광장을 잇는 거리이다. 길이는 930m이다. 일요일이나 휴일, 축제와 의식이 거행되는 동안은 교통 규제가 이루어진다.